# Tomas Andersson
Pour les articles homonymes, voir Andersson.
Tomas Andersson est un DJ suédois.

## Biographie
Après avoir arrêté ses études universitaires, il décide de se consacrer à la musique et au métier de DJ. Il débute dans les clubs de Stockholm et produit généralement sa musique à l'aide d'ordinateurs Amiga et de synthétiseurs.
En 1999, il crée son label Average Records avec d'autres musiciens. Il collabore alors avec eux et sort deux compilations (l'une de techno, l'autre d'electronica). En 2001, tout en poursuivant l'aventure avec Average Records, il rejoint un autre label : Inkfish.
En 2002, il réalise l'album Hem Ljuva Hem du label Longhaul, album qui est salué par la presse, et permet à Tomas de voyager et de se produire à l'étranger (Londres, Berlin...). En 2003, il prend contact avec le label Bpitch Control avec lequel il sortira un EP en 2004 : BAS. Ce dernier album comprend notamment le morceau Numb qui sera remixé avec succès par Ellen Allien.

## Discographie

### Vinyles
- Minimal Mama EP (Bpitch Control, 2003)
- Rock Acid EP (Bpitch Control, 2003)
- BAS EP (Bpitch Control, 2004)
- Festivities (Bpitch Control, 2005)
- Hip Date (Bpitch Control, 2005)
- Washing Up (Bpitch Control, 2005)
- Livskvalitet / Pickadollen (Pickadoll, 2005)
- Copy Cat (Bpitch Control, 2006)
- Mot Matsalen (Bpitch Control, 2000)

### Remixes
- Hell Keep On Waiting (Tomas Andersson Remix) (Internationl Deejay Gigolo, 2003)
- Hell NY Muscle (Andersson Remix) (Motor Music, 2003)
- Andreas Tilliander Back To The USA (Tomas Andersson Remix) (Pluxembourg, 2004)
- Sophie Rimheden & Håkan Lidbo Shout (Tomas Andersson Mix) (Memento Materia, 2004)
- Hugg & Pepp Mazarin (Tomas Andersson Remix) (DJ Magazine, 2005)
- Harlem Pieces (Tomas Andersson Rework) (Service, 2005)
- Hans Nieswandt Mit Gabriel Ananda Ich Vermiss Die Zeit (Bleib) (Tomas Andersson Remix) (Ladomat 2000, 2005)
- Diababa Kill Rock'n'Roll (Let It Bleed) (Tomas Andersson Remix) (Deeplay Soultec, 2005)
- Trick & Kubic Orbital Dance Machine (Thomas Anderson Remix) (Wax'n'Soul Records, 2005)
- Sylvie Marks & Hal9000 My Computer Eats An Acid Trip (Tomas Andersson Remix) (Bpitch Control, 2005)
- Sharam Jey Push Your Body (Tomas Andersson Remix) (Underwater Records, 2005)
- Electroluxe family Acid Attraction (RMX) (Quatre Records, 2006)
- Water Lilly Dissidance (Tomas Andersson Mix) (Lasergun, 2006)
- Quasimodo Jones Love Commando (Tomas Andersson's Loft Remix) (Shitkatapult, 2006)
- Peter Bjorn & John Young Folks (Tomas Andersson Remake) (Wichita, 2006)
- Arno Gonzalez Deadline (Tomas Andersson Remix) (Timid Records, 2009)